# 巴季格河 (日萬河支流)
巴季格河（烏克蘭語：Батіг），是烏克蘭的河流，位於該國西部，屬於日萬河的右支流，流經赫梅利尼茨基州和文尼察州，河道全長37公里，流域面積160平方公里。